# Вілі Фургало
Вілі Фургало (22 березня 1934, Горлівка — січень 2007, Львів) — львівський фотограф, фотоархів якого налічує понад 15.000 світлин. Сучасники вважають його легендою львівського мистецького андеґраунду 1970–1990-х років.

## Життєпис
Народився 22 березня 1934 року в Горлівці на Донеччині. Його батько був прихильником комуністичної ідеології. За службою 1939 року Вілі з батьками переїхав до Львова. За деякими даними, його справжнє ім'я — Василь Попов, а прізвище Фургало взяв від дружини Ірини. За іншими даними, справжнє ім'я — Фургала Вильгельм Владимирович.
За часів німецької окупації жив у притулку в Перемишлі, звідки іноді втікав. До Львова повернувся 1944 року, після початку окупації СРСР. Був безпритульним, жив у зруйнованій кам'яниці на вулиці Коперника.

### Творчість
У 38-річному віці захопився фотографією, відвідував клуб аматорів фотографії «Семафор», який працював у львівському РОКСі, і яким керував Володимир Щербович. З 1970-х отримує славу найвідомішого львівського «позасистемного» фотографа. Фотохудожник-експериментатор. Роботи Фургала виставлялись як у Львові, так і за його межами, переважно в Прибалтиці, де він отримував за них нагороди та грамоти. У фотоклубі Вілі знайомиться з фотографом Романом Бараном.
Героями фотографій Фургала були діти, жінки, хіпі та представники творчого андеграунду міста. Більшість його фото зроблено саме у Львові у період з 1974 до 2001 років. Деякий час працював штатним фотографом у місцевому Історичному музеї. За словами сучасників, Вілі досконало володів технікою фотографії, робив фото надзвичайної якості та техніки.
Працюючи в історичному музеї, на Вілі впала підозра у крадіжці техніки, після чого він звільнився й деякий час працював вантажником у кафе «Червона шапочка» на проспекті Свободи. Після звільнення з кафе Вілі повністю присвятив себе фотографії, зокрема працював у підсобному приміщенні, невеликій майстерні поруч з ляльковим театром, де працювала його дружина. В 90-х Вілі, серед інших, робив фотографії юного Святослава Вакарчука та першого складу гурту Океан Ельзи, до якого входили Павло Гудімов, Юрій Хусточка та Денис Глінін.
1999 року на стіні на вулиці Вірменської між «Дзиґою» та площею перед Домініканським костелом Влодко Кауфман розклеїв фотографії Вілі Фургала, організувавши фотовиставку «під відкритим небом».

### Вшанування пам'яті
У 2013 році відбулась виставка кольорових слайдів Вілі Фургала у мистецькій галереї «Дзиґа», кураторами якої були Костянтин Смолянінов та Роман Барабах.
З 2017 року Андрій Поляков та Ігор Нікітін займаються сортуванням та оцифровкою фотодоробку Вілі, створивши проєкт «Незабутні 90-ті [Архівовано 14 листопада 2019 у Wayback Machine.]».
Помер у Львові, похований на 47-а полі Голосківського цвинтаря.

## Сім'я
Дружина — Ірена Фургало, художник-оформлювач у Ляльковому театрі.